# Pryteria tenuis
Pryteria tenuis là một loài bướm đêm thuộc phân họ Arctiinae, họ Erebidae.